# 西利夫卡
47°5′55″N 30°28′12″E / 47.09861°N 30.47000°E
西利夫卡（烏克蘭語：Силівка）是位於烏克蘭西南部的村莊，由敖德萨州贝雷济夫卡区的科諾普利亞內市鎮負責管轄。該村始建於1953年，面積0.34平方公里，海拔高度32米，2001年人口82，人口密度每平方公里242.6人。